# Marya Zaturenska
Marya Zaturenska (in ucraino Марія Затуренська?, Marija Zaturens'ka; Kiev, 12 settembre 1902 – Shelburne Falls, 19 gennaio 1982) è stata una poetessa ucraina naturalizzata statunitense.

## Biografia
Nata a Kiev, emigrò negli Stati Uniti con la famiglia nel 1910 e durante l'infanzia lavorò in industrie tessili, pur riuscendo a proseguire con gli studi in una scuola serale. 
Grazie al suo rendimento, riuscì ad ottenere una borsa di studio per la Valparaiso University, da cui successivamente si trasferì alla Università del Wisconsin-Madison; qui riuscì a laurearsi in scienze archivistiche e librarie.
Nel 1925 sposò il poeta Horace Gregory, da cui ebbe i figli Patrick e Joanna. Nel corso della sua vita pubblicò otto volumi di poesie, vincendo il Premio Pulitzer per la poesia nel 1938 per Cold Morning Sky.